# Barclay Plager
Barclay Graham Plager (né le 26 mars 1941 à Kirkland Lake en Ontario, au Canada - mort le 6 février 1988) est un joueur de hockey sur glace professionnel, ayant joué au poste de défenseur, puis devenu entraîneur pour les Blues de Saint-Louis. Barclay est le frère de Bob Plager et de Bill Plager.

## Carrière de joueur
Aîné des trois frères Plager, il joua en junior avec les Petes de Peterborough de la Ligue de hockey de l'Ontario (alors nommée Ontario Hockey Association) avant de passer 6 saisons dans les ligues mineures, cimentant sa réputation de solide défenseur sans peur à caractère défensif, une réputation qu'il se tailla dans la OHA dans un combat contre son frère Bob Plager, qui jouait alors pour l'équipe rivale des Royals de Guelph.
Avec l'expansion de la LNH de 1967, plusieurs nouveaux postes s'ouvraient dans la Ligue nationale de hockey, et Plager fut acquis par les Blues avec Gordon Berenson des Rangers de New York, qui détenaient alors ses droits. Cela s'avéra une excellente transaction pour les Blues, car Berenson devint la première grande vedette offensive de l'équipe, tandis que Plager était le pilier d'une défensive intraitable qui alloua le plus faible nombre de buts en 1968-1969, le deuxième plus faible en 1969-1970 et le troisième plus faible en 1970-1971. Plager s'avéra un meneur hors pair - il fut nommé second capitaine de l'histoire des Blues en 1970 et conserva son poste de capitaine plus longtemps que tous les autres capitaines des Blues, Brian Sutter mis à part - et les Blues se rendirent en finale de la Coupe Stanley les trois premières saisons de son règne de capitaine. Avec son frère Bob comme coéquipier pendant 11 saisons et leur petit frère Bill Plager pendant 4 saisons, les Blues semblaient littéralement être l'équipe des Plager. Il termina sa carrière avec 614 matches joués, 44 buts, 187 passes, 231 points et 1115 minutes de pénalité.

## Carrière d'entraîneur
L'âge faisant son œuvre et sa carrière déclinant, Plager fut nommé joueur-entraîneur du club-école des Blues à Kansas City en 1977. Il prouva sa valeur en menant l'équipe jusqu'en finale, en plus d'être nommé meilleur joueur de la ligue. Il prit sa retraite comme joueur la saison suivante quand les Blues lui offrirent le poste d'entraîneur-chef, succédant à Leo Boivin. Les Blues connurent cependant la pire saison de leur histoire cette saison-là (1978-1979) et Plager fut relevé de ses fonctions la saison suivante. En 1981, Plager fut nommé entraîneur-adjoint chez les Blues et, mis à part un bref intervalle de temps en 1983 comme entraîneur-chef par intérim, il occupa ce poste jusqu'à sa mort, d'un cancer, en 1988.

## Statistiques

### Joueur
| Saison     | Équipe                     | Ligue          |     | Saison régulière | Saison régulière | Saison régulière | Saison régulière | Saison régulière |   | Séries éliminatoires | Séries éliminatoires | Séries éliminatoires | Séries éliminatoires | Séries éliminatoires |
| Saison     | Équipe                     | Ligue          | PJ  | B                | A                | Pts              | Pun              | PJ               | B | A                    | Pts                  | Pun                  |                      |                      |
| 1957-1958  | Quebec Baronet             | MMJHL          |     |                  |                  |                  |                  |                  |   |                      |                      |                      |                      |                      |
| 1957-1958  | Petes de Peterborough      | AHO            | 4   | 0                | 0                | 0                | 2                |                  |   |                      |                      |                      |                      |                      |
| 1958-1959  | Petes de Peterborough      | AHO            | 54  | 4                | 16               | 20               | 252              | 19               | 6 | 6                    | 12                   | 74                   |                      |                      |
| 1958-1959  | Petes de Peterborough      | Coupe Memorial |     |                  |                  |                  |                  | 12               | 0 | 2                    | 2                    | 62                   |                      |                      |
| 1959-1960  | Petes de Peterborough      | AHO            | 48  | 8                | 27               | 35               | 165              | 12               | 1 | 7                    | 8                    | 37                   |                      |                      |
| 1960-1961  | Petes de Peterborough      | AHO            | 48  | 11               | 33               | 44               | 165              | 3                | 0 | 0                    | 0                    | 23                   |                      |                      |
| 1960-1961  | Hull-Ottawa Canadiens      | EPHL           | 3   | 0                | 0                | 0                | 2                |                  |   |                      |                      |                      |                      |                      |
| 1961-1962  | As de Québec               | LAH            | 1   | 0                | 1                | 1                | 2                |                  |   |                      |                      |                      |                      |                      |
| 1961-1962  | Hull-Ottawa Canadiens      | EPHL           | 60  | 8                | 16               | 24               | 102              | 10               | 1 | 1                    | 2                    | 22                   |                      |                      |
| 1962-1963  | Hornets de Pittsburgh      | LAH            | 13  | 0                | 1                | 1                | 15               |                  |   |                      |                      |                      |                      |                      |
| 1962-1963  | Flyers d'Edmonton          | WHL            | 52  | 2                | 18               | 20               | 67               |                  |   |                      |                      |                      |                      |                      |
| 1963-1964  | Omaha Knights              | LCPH           | 70  | 14               | 61               | 75               | 208              | 10               | 2 | 11                   | 13                   | 29                   |                      |                      |
| 1964-1965  | Indians de Springfield     | LAH            | 39  | 3                | 16               | 19               | 65               |                  |   |                      |                      |                      |                      |                      |
| 1965-1966  | Indians de Springfield     | LAH            | 58  | 11               | 20               | 31               | 54               | 6                | 1 | 0                    | 1                    | 0                    |                      |                      |
| 1966-1967  | Indians de Springfield     | LAH            | 36  | 6                | 12               | 18               | 60               |                  |   |                      |                      |                      |                      |                      |
| 1966-1967  | Omaha Knights              | LCPH           | 11  | 1                | 10               | 11               | 39               | 12               | 3 | 8                    | 11                   | 42                   |                      |                      |
| 1967-1968  | Bisons de Buffalo          | LAH            | 20  | 2                | 13               | 15               | 37               |                  |   |                      |                      |                      |                      |                      |
| 1967-1968  | Blues de Saint-Louis       | LNH            | 49  | 5                | 15               | 20               | 153              | 18               | 2 | 5                    | 7                    | 73                   |                      |                      |
| 1968-1969  | Blues de Saint-Louis       | LNH            | 61  | 4                | 26               | 30               | 120              | 12               | 0 | 4                    | 4                    | 31                   |                      |                      |
| 1969-1970  | Blues de Saint-Louis       | LNH            | 75  | 6                | 26               | 32               | 128              | 13               | 0 | 2                    | 2                    | 20                   |                      |                      |
| 1970-1971  | Blues de Saint-Louis       | LNH            | 69  | 4                | 20               | 24               | 172              | 6                | 0 | 3                    | 3                    | 10                   |                      |                      |
| 1971-1972  | Blues de Saint-Louis       | LNH            | 78  | 7                | 22               | 29               | 176              | 11               | 1 | 4                    | 5                    | 21                   |                      |                      |
| 1972-1973  | Blues de Saint-Louis       | LNH            | 68  | 8                | 25               | 33               | 102              | 5                | 0 | 1                    | 1                    | 0                    |                      |                      |
| 1973-1974  | Blues de Saint-Louis       | LNH            | 72  | 6                | 20               | 26               | 99               |                  |   |                      |                      |                      |                      |                      |
| 1974-1975  | Blues de Saint-Louis       | LNH            | 76  | 4                | 24               | 28               | 96               | 2                | 0 | 1                    | 1                    | 14                   |                      |                      |
| 1975-1976  | Blues de Saint-Louis       | LNH            | 64  | 0                | 8                | 8                | 67               | 1                | 0 | 0                    | 0                    | 13                   |                      |                      |
| 1976-1977  | Blues de Saint-Louis       | LNH            | 2   | 0                | 1                | 1                | 2                |                  |   |                      |                      |                      |                      |                      |
| 1976-1977  | Blues de Kansas City       | LCH            | 75  | 6                | 42               | 48               | 157              | 9                | 2 | 4                    | 6                    | 12                   |                      |                      |
| 1977-1978  | Golden Eagles de Salt Lake | LCH            | 46  | 2                | 19               | 21               | 80               |                  |   |                      |                      |                      |                      |                      |
| Totaux LNH | Totaux LNH                 | Totaux LNH     | 614 | 44               | 187              | 231              | 1115             | 68               | 3 | 20                   | 23                   | 182                  |                      |                      |

### Entraîneur
| Saison    | Équipe                     | Ligue |    | PJ | V  | D  | N    | % V                  |  | Séries éliminatoires |
| 1976-1977 | Blues de Kansas City       | LCH   | 76 | 46 | 21 | 9  | 66,4 | Non qualifiés        |  |                      |
| 1977-1978 | Golden Eagles de Salt Lake | LCH   |    |    |    |    |      |                      |  |                      |
| 1977-1978 | Blues de Saint-Louis       | LNH   | 26 | 9  | 11 | 6  | 46,2 | Non qualifiés        |  |                      |
| 1978-1979 | Blues de Saint-Louis       | LNH   | 80 | 18 | 50 | 12 | 30   | Non qualifiés        |  |                      |
| 1979-1980 | Blues de Saint-Louis       | LNH   | 48 | 15 | 21 | 12 | 43,8 |                      |  |                      |
| 1982-1983 | Blues de Saint-Louis       | LNH   | 48 | 15 | 21 | 12 | 43,8 | Éliminés au 1er tour |  |                      |

## Honneurs individuels et collectifs
- Meilleur défenseur de l'année de la LCH :  1964
- Vainqueur du trophée Tommy Ivan de la LCH : 1977
- Participations aux Matchs des étoiles de la LNH : 4 (1970, 1971, 1973 et 1974).
- Son numéro 8 fut retiré par les Blues.